# Nannastacidae
Nannastacidae (лат.) — семейство морских кумовых раков из класса высших раков (Malacostraca). Около 400 видов.

## Описание
От других кумовых раков отличается отсутствием свободной анальный лопасти (тельсона). Небольшие ракообразные, внешним видом тела напоминающие головастиков: покрытая панцирем вздутая головогрудь и грудной отдел (покрыты общим панцирем карапаксом) укрупнены и контрастируют с более тонким брюшком (плеоном), заканчивающимся хвостовой вилкой. Мандибулы без зубного отростка. Конечности первых пяти сегментов самцов (плеоподы) без наружного отростка наружной ветви. Уроподы (удлинённые конечности шестого сегмента) имеют 2-члениковый эндоподит (редко одночлениковый).

## Систематика
Крупнейшее семейство кумовых раков. Насчитывает около 400 видов и 25 родов. Семейство было впервые выделено в 1866 году британским зоологом Чарльзом Спенсом Бейтом (Charles Spence Bate; 1819—1889). В российских водах Японского моря встречаются представители 7 родов и более 10 видов.
- Almyracuma Jones & Burbanck, 1959
- Bacescella Petrescu, 2000
- Bathycampylaspis Muhlenhardt-Siegel, 1996
- Campylaspenis Bacescu & Muradian 1974
- Campylaspides Fage, 1929
- Campylaspis G. O. Sars, 1865
- Claudicuma Roccatagliata, 1981
- Cubanocuma Bacescu & Muradian, 1977
- Cumella G. O. Sars, 1865
- Cumellopsis Calman, 1905
- Elassocumella Watling, 1991
- Humesiana Watling & Gerken, 2001
- Nannastacus Bate, 1865
- Normjonesia Petrescu & Heard, 2001 [5]
- Paracampylaspis Jones, 1984[6]
- Pavlovskeola Lomakina, 1955
- Platycuma Calman, 1905
- Procampylaspis Bonnier, 1896
- Scherocumella Watling, 1991 [7]
- Schizocuma Bacescu, 1972
- Schizotrema Calman, 1911
- Styloptocuma Bacescu & Muradian, 1974
- Styloptocumoides Petrescu, 2006
- Vemacumella Petrescu, 2001

## Галерея

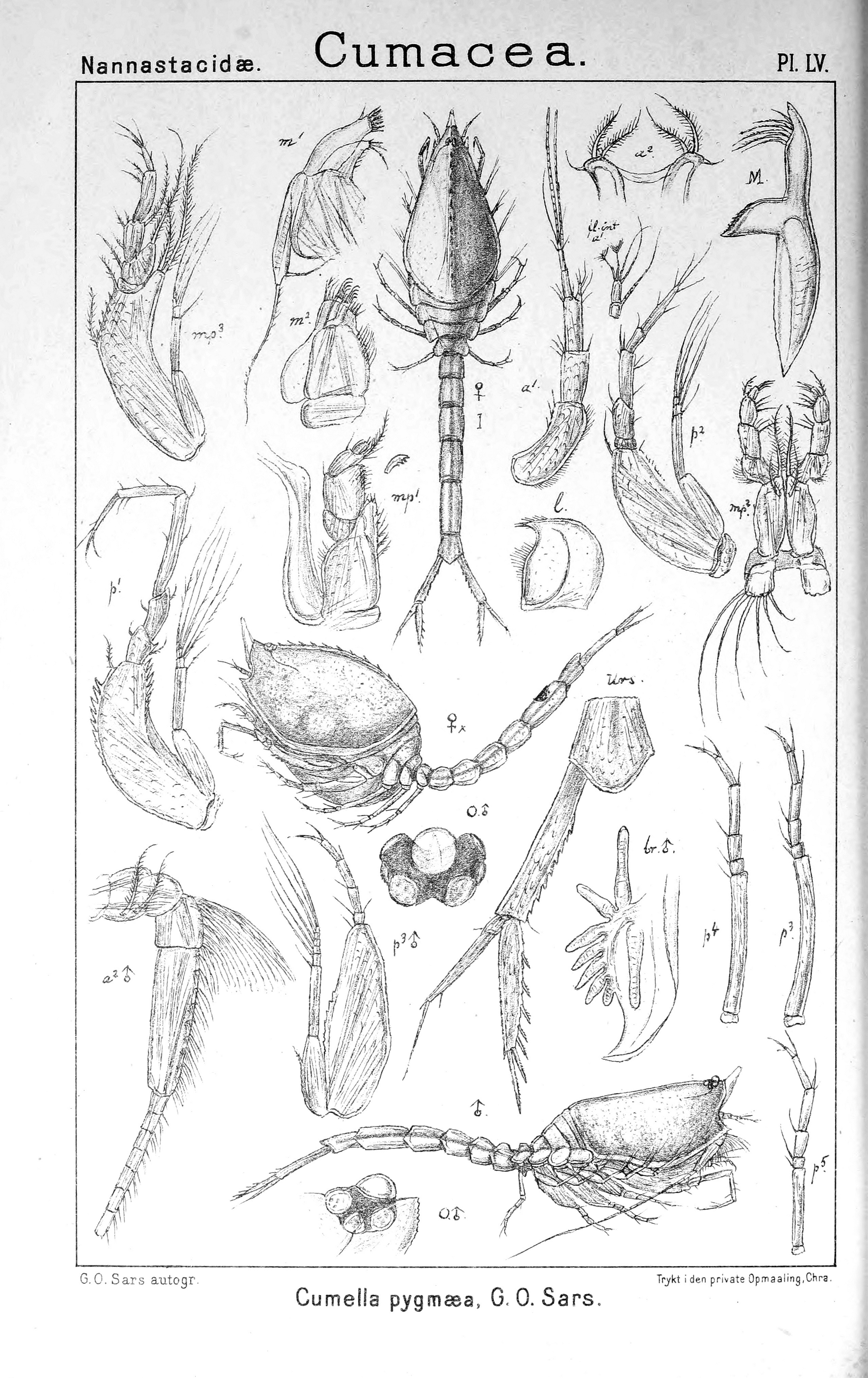
Cumella pygmaea
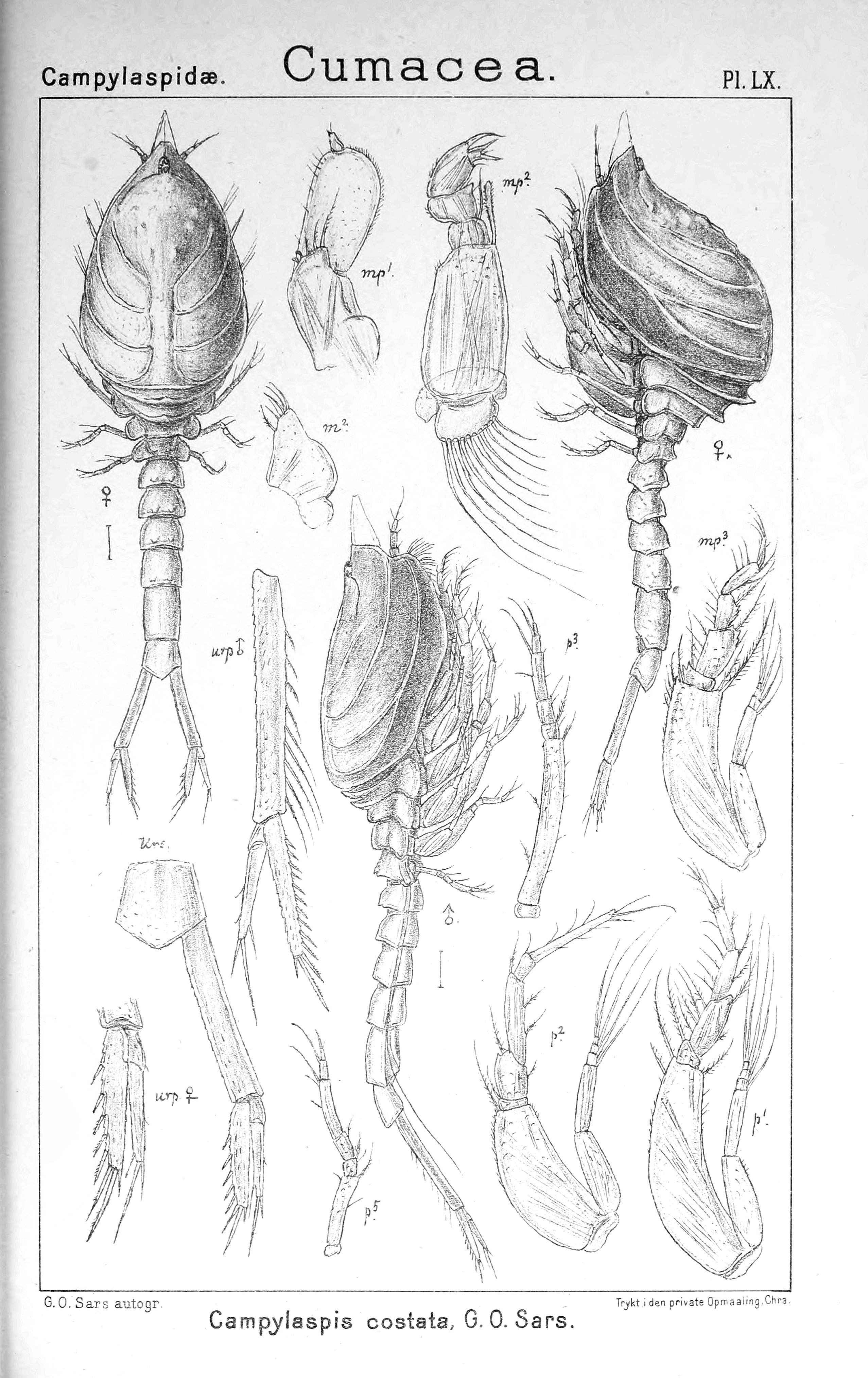
Campylaspis costata
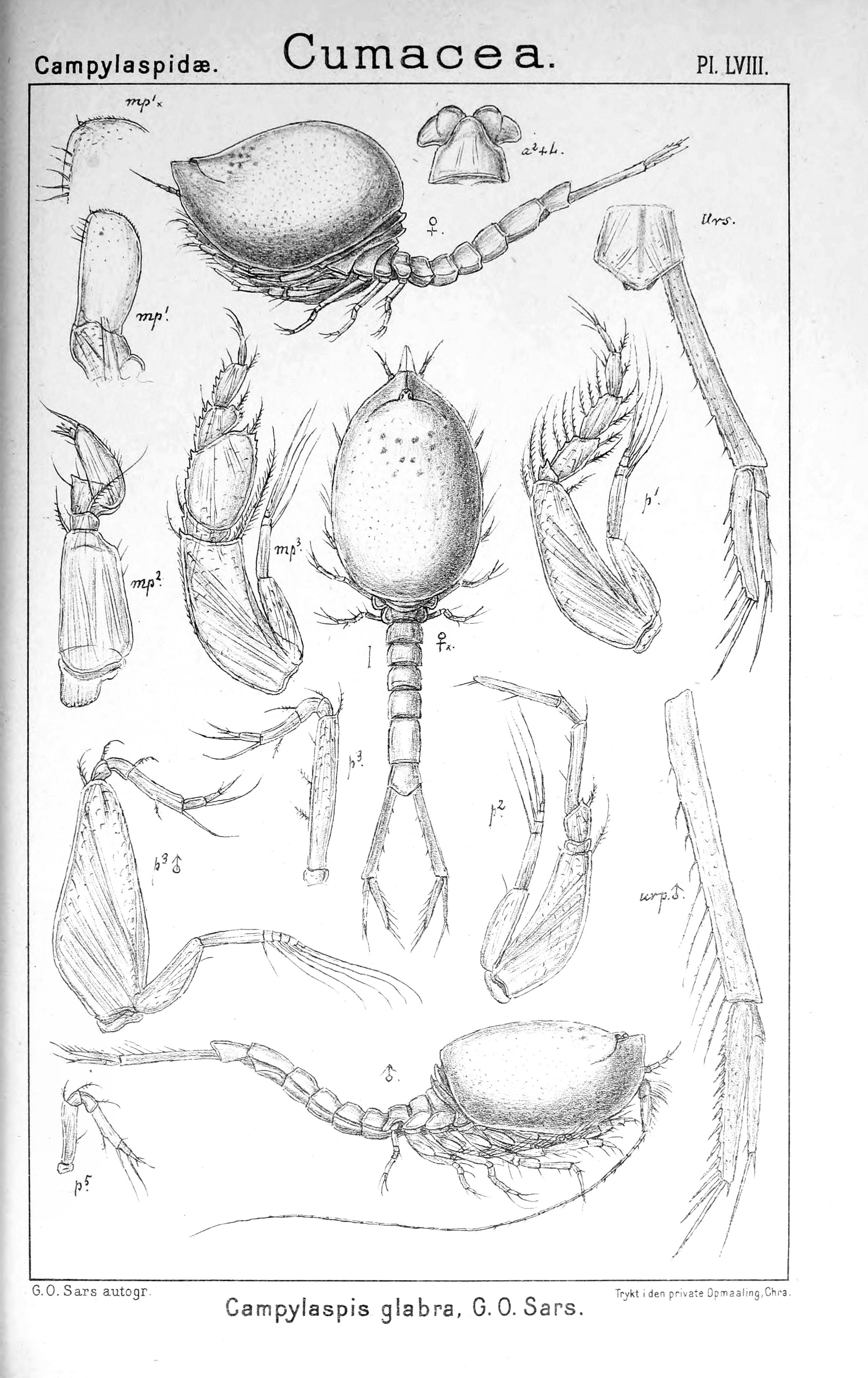
Campylaspis glabra
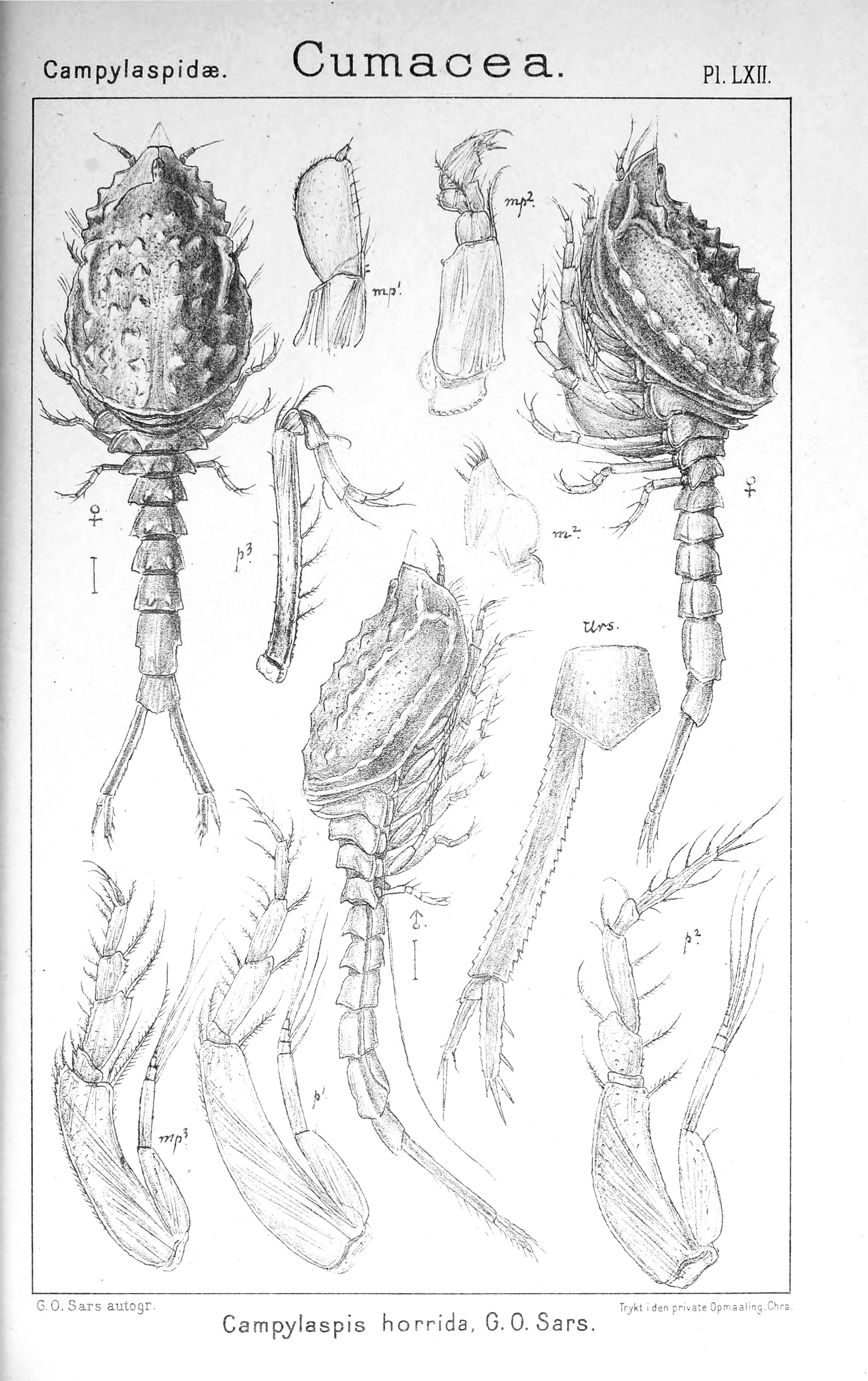
Campylaspis horrida